# Gabriel Paulista
Gabriel Armando de Abreu (São Paulo, 26 november 1990) is een Braziliaans voetballer die doorgaans als centrale verdediger speelt. Hij tekende in juli 2024 bij Beşiktaş , dat hem overnam van Atletico Madrid.

## Clubcarrière
Gabriel Paulista stroomde door uit de jeugdopleiding van EC Vitória. Hiervoor debuteerde hij in 2010 in de Braziliaanse Série A. Hij speelde dat seizoen elf competitiewedstrijden. Zijn ploeggenoten en hij degradeerden daarna naar de Série B. Hierin groeide hij in 2012 uit tot onbetwiste basisspeler. Vitória en hij promoveerden dat seizoen na twee jaar afwezigheid terug naar het hoogste niveau. Gabriel Paulista won in 2013  met Vitória het staatskampioenschap van Bahia. In totaal kwam hij in 77 competitiewedstrijden in actie voor de Braziliaanse club, waarin hij eenmaal trefzeker was.
Gabriel Paulista verruilde Vitória op 21 augustus 2013 in ruil voor 3,3 miljoen euro voor Villarreal, waar hij zijn handtekening zette onder een vierjarig contract. Hij speelde op 4 november 2013 zijn eerste wedstrijd in de Primera División, uit tegen Elche. In zijn debuutjaar kwam hij tot achttien competitiewedstrijden. Coach Marcelino promoveerde hem bij aanvang van 2014/15 tot vaste basisspeler. Zijn (eerste) verblijf in Spanje duurde uiteindelijk anderhalf jaar.
Gabriel Paulista tekende in januari 2015 tot medio 2019 bij Arsenal, dat 15 miljoen euro voor hem betaalde aan Villarreal. Hij moest in Engeland genoegen gaan nemen met een rol waarin hij vaker niet dan wel speelde. Dat zou in de 2,5 jaar die volgden niet veranderen. Hij won met Arsenal twee FA Cups, maar speelde in beide finales zelf niet mee. Hij speelde in 2015/16 wel voor het eerst in zijn carrière in de Champions League, tegen Dinamo Zagreb, Olympiakos Piraeus, Bayern München en FC Barcelona.
Gabriel Paulista keerde in augustus 2017 terug naar Spanje en tekende bij Valencia. Hij kwam zo opnieuw te spelen onder coach Marcelino. Die maakte meteen weer een vaste basisspeler van hem. Gabriel Paulista werd met Valencia in zowel 2017/18 als 2018/19 vierde in de Primera División. Dit resulteerde in mei 2019 in een weerzien met Arsenal, in de halve finale van de Europa League. Na 2019/20 beleefde Gabriel Paulista een aantal mindere seizoenen met Valencia. Hij moest in 2021/22 ruim vier maanden toekijken met een knieblessure en eindigde in 2022/23 twee punten boven de degradatiestreep met zijn team.

## Clubstatistieken
| Seizoen | Club            | Competitie       | Competitie | Competitie | Beker | Beker | Internationaal | Internationaal | Totaal | Totaal |
| Seizoen | Club            | Competitie       | Wed.       | Dlp.       | Wed.  | Dlp.  | Wed.           | Dlp.           | Wed.   | Dlp.   |
| ------- | --------------- | ---------------- | ---------- | ---------- | ----- | ----- | -------------- | -------------- | ------ | ------ |
| 2010    | EC Vitória      | Série A          | 11         | 0          | 2     | 0     | —              | —              | 13     | 0      |
| 2011    | EC Vitória      | Série B          | 17         | 0          | 0     | 0     | —              | —              | 17     | 0      |
| 2012    | EC Vitória      | Série B          | 35         | 0          | 0     | 0     | —              | —              | 35     | 0      |
| 2013    | EC Vitória      | Série A          | 14         | 1          | 1     | 0     | —              | —              | 15     | 1      |
| 2013/14 | Villarreal      | Primera División | 18         | 0          | 3     | 0     | —              | —              | 21     | 0      |
| 2014/15 | Villarreal      | Primera División | 19         | 0          | 2     | 0     | 8              | 0              | 29     | 0      |
| 2014/15 | Arsenal         | Premier League   | 6          | 0          | 2     | 0     | —              | —              | 8      | 0      |
| 2015/16 | Arsenal         | Premier League   | 21         | 1          | 4     | 0     | 4              | 0              | 29     | 1      |
| 2016/17 | Arsenal         | Premier League   | 19         | 0          | 6     | 0     | 2              | 0              | 27     | 0      |
| 2017/18 | Valencia        | Primera División | 30         | 0          | 7     | 0     | —              | —              | 37     | 0      |
| 2018/19 | Valencia        | Primera División | 30         | 0          | 5     | 0     | 11             | 0              | 46     | 0      |
| 2019/20 | Valencia        | Primera División | 33         | 1          | 3     | 0     | 6              | 0              | 42     | 1      |
| 2020/21 | Valencia        | Primera División | 31         | 4          | 1     | 0     | —              | —              | 32     | 4      |
| 2021/22 | Valencia        | Primera División | 19         | 2          | 2     | 0     | —              | —              | 21     | 2      |
| 2022/23 | Valencia        | Primera División | 21         | 1          | 2     | 0     | —              | —              | 23     | 1      |
| 2023/24 | Valencia        | Primera División | 18         | 0          | 1     | 0     | 0              | 0              | 19     | 0      |
| 2023/24 | Atlético Madrid | Primera División | 5          | 0          | 0     | 0     | 0              | 0              | 5      | 0      |
| 2024/25 | Beşiktaş        | Süper Lig        | 20         | 1          | 2     | 0     | 6              | 0              | 28     | 1      |
| 2025/26 | Beşiktaş        | Süper Lig        | 0          | 0          | 0     | 0     | 1              | 0              | 1      | 0      |
| Totaal  | Totaal          | Totaal           | 367        | 11         | 43    | 0     | 38             | 0              | 448    | 11     |

Bijgewerkt tot en met 24 juli 2025.

## Erelijst
| Competitie          |         |                  |         |         |
| Competitie          | Aantal  | Jaren            |         |         |
| Arsenal             | Arsenal | Arsenal          | Arsenal | Arsenal |
| ------------------- | ------- | ---------------- | ------- | ------- |
| FA Cup              | 2x      | 2014/15, 2016/17 |         |         |
| FA Community Shield | 1x      | 2015             |         |         |
| Valencia            |         |                  |         |         |
| Copa del Rey        | 1x      | 2018/19          |         |         |
| Beşiktaş            |         |                  |         |         |
| Turkse supercup     | 1x      | 2024             |         |         |